# 比克 (巴塞罗那省)
比克（加泰隆尼亞語發音：[bik]；亦拼作）是西班牙加泰罗尼亚巴塞罗那省的一个市镇。总面积31平方公里，总人口32703人（2001年），人口密度1055人/平方公里。比克亦為天主教修會聖母聖心愛子會的發源地。